# Kazańska kolej dziecięca
Kazańska kolej dziecięca (ros. Казанская детская железная дорога, tatar. Казан Балалар тимер юлы) – linia kolei dziecięcej funkcjonująca od 2007 roku w parku leśnym nad Jeziorem Szmaragdowym w Kazaniu.

## Historia
Już na początku 2004 roku po raz pierwszy ogłoszono propozycję budowy kolei dziecięcej w Kazaniu. Kolejny krok w kierunku powstania takiej linii wykonano 10 marca 2005 roku, kiedy to powierzono przygotowanie dokumentacji odpowiedniemu komitetowi miejskiemu. 29 czerwca władze miasta podjęły decyzję o budowie kolei, jednak niedługo potem wszelkie prace projektowe wstrzymano w związku z obchodami 1000-lecia Kazania.
Decyzja o budowie kolei dziecięcej w Kazaniu ostatecznie zapadła w maju 2006 roku, na spotkaniu prezydenta Tatarstanu z szefem Kolei Rosyjskich. Otwarcie zaplanowano na 1 maja 2007 roku, kolej miała mieć 4,5 kilometra długości i trzy stacje oraz być wyposażona w niezbędne urządzenia automatyki i sygnalizacji. Po zmianie planowanej lokalizacji (zob. sekcję Lokalizacja poniżej), rozpoczęto budowę kolei.
Nowa lokalizacja spotkała się z protestami mieszkańców. Media zaczęły podawać dane o liczbie drzew do wycięcia z obszaru, na którym miano wybudować kolej, jednak przytaczane liczby były często wyolbrzymione. W grudniu 2006 roku budowa została nawet wstrzymana w związku z protestami jej przeciwników, lecz została wznowiona już pod koniec lutego 2007 roku.
W tym samym czasie w fabrykach Mietrowagonmasz i Kambarskich Zakładów Mechanicznych kontynuowano produkcję taboru dla kolei. Pierwsza spółka była odpowiedzialna za dostarczenie wagonów, druga zaś – za produkcję dwóch zmodernizowanych lokomotyw wąskotorowych TU7A.
W ciągu około roku powstała linia kolejowa o długości 4,288 km, dworzec kolejowy, zajezdnia, stacje, obiekty techniczne i budynek dydaktyczny. Pierwszy pociąg wyjechał na tory 30 sierpnia 2007 roku. Otwarcie kolei wiązało się z hucznymi obchodami, na które przybyli m.in. Mintimer Szajmijew – prezydent Tatarstanu, Igor Lewitin – minister transportu Federacji Rosyjskiej czy Władimir Jakunin – prezes Kolei Rosyjskich. Podczas pierwszego kursu, obsługiwanego jednak dla bezpieczeństwa przez doświadczonego maszynistę, pociągiem jechali najważniejsi goście oraz dziennikarze.

## Lokalizacja

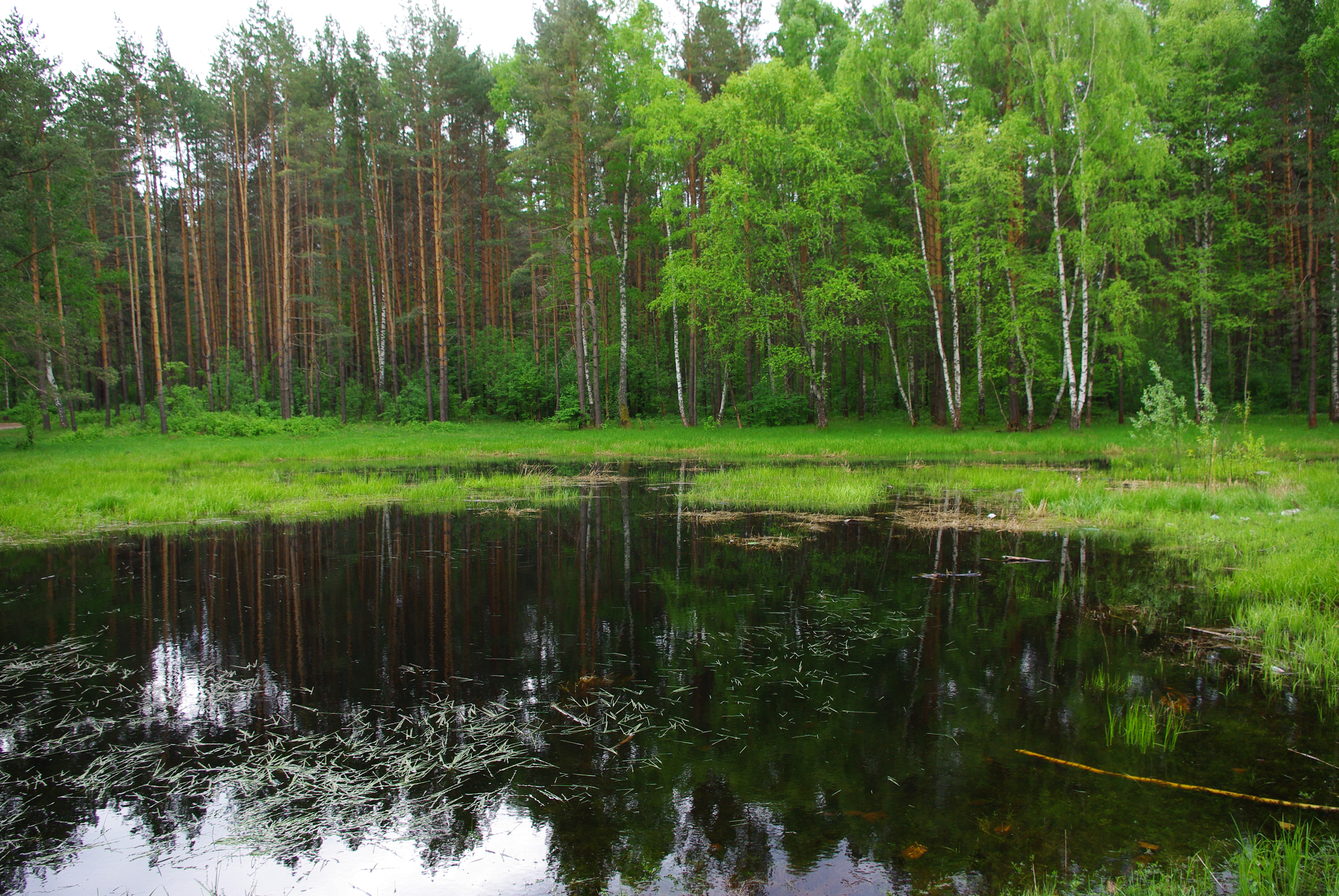
Park, w którym wybudowano linię

Kolej wybudowano w parku leśnym Лебяжье (Lebiażje) na terenie Judino (ros. Юдино), części miasta Kazań w Tatarstanie (Rosja). Judino jest w dużej mierze zamieszkiwane przez pracowników kolei, znajduje się tam ogromna stacja rozrządowa, lokomotywownia, wagonownia oraz inne przedsiębiorstwa kolejowe. Linia zaczyna się około 150 metrów od szkoły kolejowej w tej części miasta. Miejsce to wybrano jako alternatywę dla lokalizacji w parku imienia Maksima Gorkiego, jako że w tym drugim ukształtowanie terenu utrudniałoby budowę takiej linii.
Stacja końcowa kolejki znajduje się w bezpośrednim sąsiedztwie plaży nad Jeziorem Szmaragdowym (ros. Озеро Изумрудное).

## Infrastruktura
Linia ma 4,288 km długości i rozstaw szyn równy 750 mm. Znajdują się na niej dwie stacje – na początku i na końcu linii – oraz dwa przystanki:
- Молодёжная (Młodzieży),
- Берёзовая роща (Brzozowy gaj),
- Спортивная (Sportowa),
- Изумрудная (Szmaragdowa).

Budynki dworcowe wybudowano w nowoczesnym stylu, z dużą ilością niebieskich elementów oraz szkła.
Na głównym dworcu znajdują się kasy i stanowisko obsługi, w jego pobliżu zlokalizowano lokomotywownię i budynek dydaktyczny oraz parking dla turystów. Na stacji końcowej również znajduje się kasa biletowa, natomiast na dwóch przystankach pośrednich mieszczą się jedynie wiaty dla pasażerów.
W budynku dydaktycznym oprócz sal edukacyjnych znajduje się hala montażowa oraz miejsce do nocowania dla maksymalnie 122 uczniów, przyjeżdżających tu na letnie praktyki kolejowe z innych miast.
Wymiary zajezdni pozwalają na przechowywanie całego taboru linii, warsztat jest wyposażony w czteropunktowy podnośnik oraz dźwig. Jego wyposażenie umożliwia wykonanie szeregu napraw na miejscu, bez wysyłania lokomotywy do innych warsztatów.

## Tabor
Ruch na linii obsługują dwie lokomotywy TU7A, do których podłącza się cztery wagony o łącznej pojemności 157 osób. Podczas upałów wykorzystuje się także wagony otwarte. 

## Edukacja
Praktyki na kolei dziecięcej są dostępne dla uczniów kierunków kolejowych po zaliczeniu przez nich odpowiednich testów teoretycznych. Zawody, do których przyucza się w tej jednostce to m.in. maszynista, sygnalista, zawiadowca stacji, mechanik czy konduktor.
Zajęcia odbywają się od czerwca do sierpnia. Na wszystkich stacjach kolei uczniowie przechodzą ćwiczenia praktyczne – badają strukturę torowiska, organizację ruchu pociągów, system komunikacji i automatyzację. Ponadto raz w tygodniu w budynku dydaktycznym organizowane są zajęcia teoretyczne z wykorzystaniem takich pomocy jak tablice interaktywne czy komputery do modelowania 3D. Przy kolei działa również koło modelarsko-projektowe, na którym dzieci uczą się własnoręcznego wykonywania modeli kolejowych.

## Turystyka

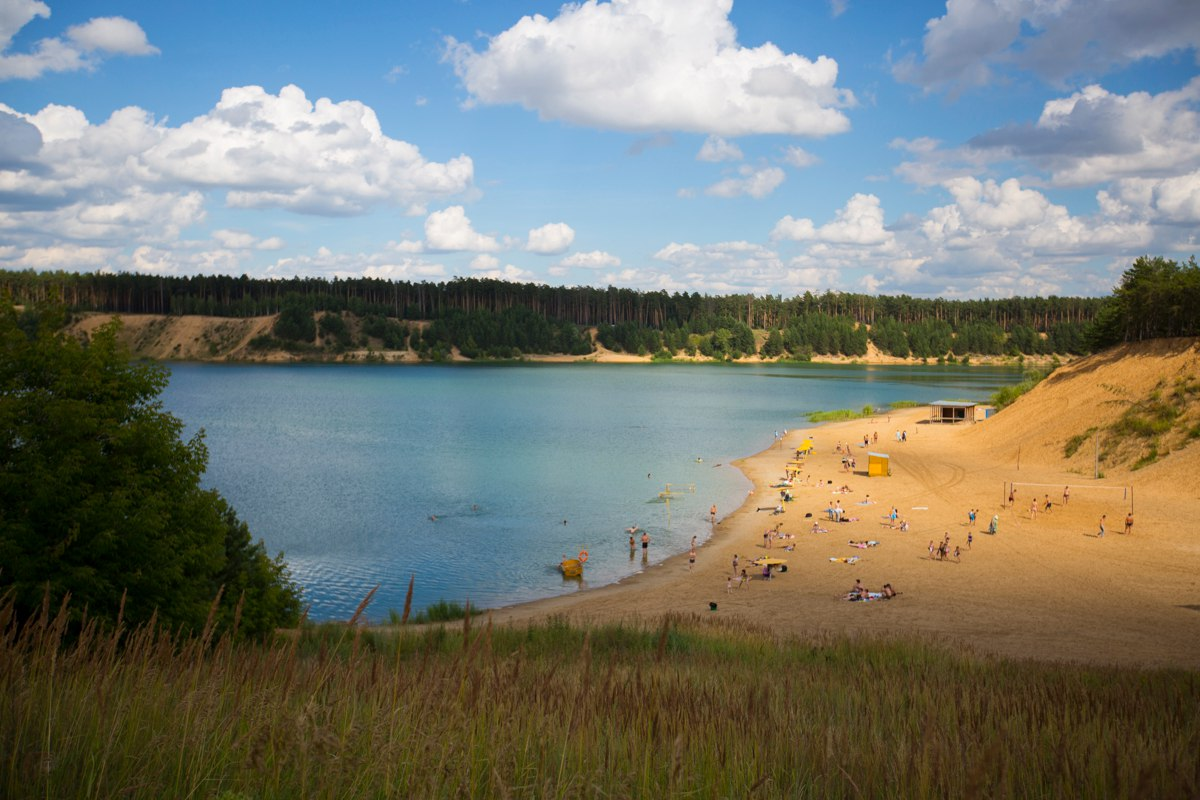
Plaża nad Jeziorem Szmaragdowym

Końcowa stacja kolei znajduje się w bezpośrednim sąsiedztwie plaży nad Jeziorem Szmaragdowym. Jej trasa biegnie przez zalesiony teren, co jest dodatkową atrakcją dla podróżnych. Te walory turystyczne zostały uwzględnione przez organizatorów kolei – kursuje ona trzy razy dziennie, co umożliwia wysiadkę nad jeziorem lub w lesie na jednym z przystanków pośrednich, a następnie powrót na stację początkową, gdzie zorganizowano parking dla podróżnych. Kolej jest również skomunikowana z miastem – kilka linii autobusowych umożliwia dojazd do stacji początkowej.
Ruch turystyczny odbywa się w niektóre dni tygodnia w miesiącach prowadzenia praktyk (czerwiec, lipiec i sierpień).